# Pancratius van Taormina
Pancratius van Taormina is volgens een legende op het eiland Sicilië, een heilige en christelijke martelaar uit de 1e eeuw. Hij was, nog steeds volgende de legende, de eerste bisschop van Taormina en de eerste bisschop op Sicilië, dat deel uitmaakte van het Romeinse Rijk. Er bestaan geen bronnen over zijn bestaan.
Pancratius van Taormina is de beschermheilige van Taormina, Valdina en Canicattì, drie gemeenten op Sicilië. 

## Heiligenleven
Pancratius leefde in een dorp nabij de metropool Antiochia ad Orontem, een van de grootste steden aan de Middellandse Zee in de 1e eeuw. Met zijn ouders reisde hij naar Jeruzalem, waar hij Jezus van Nazareth ontmoette. Lange tijd later in Antiochië lieten Pancratius en zijn familie zich tot christen dopen, waarna Pancratius zich terugtrok in een grot. De apostel Petrus vond hem daar. Pancratius werd zijn leerling. Petrus wijdde hem tot bisschop. Pancratius moest van hem naar Taormenum, Latijn voor Taormina, in Sicilië trekken om daar een bisdom op te richten. Rond het jaar 40 kwam Pancratius in Taormina aan. Het was de regeerperiode van keizer Caligula. In Taormina bekeerde Pancratius meerdere Sicilianen, onder wie de Romeinse prefect van Taormina. Het bisdom Taormina was het eerste bisdom op het eiland Sicilië.
Andere Sicilianen wilden Pancratius weg. Ze nodigden hem uit op een banket en vroegen hem daar een houten beeldje van een Romeinse god te kussen. Pancratius weigerde en werd gestenigd.

## Vererering
De oudste bron over de verering van Pancratius in Taormina en elders op Sicilië dateert van de 8e eeuw. Sicilië maakte deel uit van het Byzantijnse rijk. Euagrios, een Grieks-orthodoxe monnik, omschreef Pancratius als een leerling van Petrus. Het blijft controversieel of deze monnik het heiligenleven van Pancratius heeft opgetekend met kennis van het Evangelie volgens Petrus, een van de apocriefe evangeliën. Het graf van Pancratius was te vinden in Taormina, naast de ruïne van de tempel voor Serapis. 
De Orthodoxe Kerk, de Roomse Kerk en de Armeense Kerk vereren hem als martelaar en heilige; elk heeft een verschillende datum op de heiligenkalender. Op Sicilië was het Byzantijns bestuur actief in het bevorderen van de verering voor Pancratius. Zijn graf in Taormina werd een pelgrimsbestemming voor Siciliaanse christenen. De kerk waar het graf zou geweest zijn, de Sint-Pancratiuskerk, is hem toegewijd.
Het is pas tijdens het moslimbestuur dat het verhaal rond Pancratius van Taormina vaste vorm kreeg. 
Vanaf de 15e en 16e eeuw stimuleerde de Roomse Kerk de verering van Pancratius in kerkgebouwen op Sicilië, onder meer in Valdina en Canicattì.
Relikwieën van Pancratius van Taormina zijn te vinden in Rome en op de berg Athos. 